# Gutierritos (1966)
Gutierritos é uma telenovela mexicana, produzida pela Televisa e exibida em 1966 pelo Telesistema Mexicano.
Foi reprisada pelo TLNovelas de 6 de setembro a 8 de outubro de 2021, se tornando a mais antiga novela mexicana já exibida pelo canal.